# District de Chencang
Le district de Chencang (陈仓区 ; pinyin : Chéncāng Qū) est une subdivision administrative de la province du Shaanxi en Chine. Il est placé sous la juridiction de la ville-préfecture de Baoji.